# Sociedad Deportiva Huesca
Sociedad Deportiva Huesca, S.A.D., ou simplesmente Huesca, é um clube espanhol baseado em Huesca, na comunidade autônoma de Aragão, fundado no dia 29 de março de 1960. Atualmente joga a Segunda Divisão Espanhola e disputa jogos em casa no Estádio El Alcoraz, que possui capacidade para mais de 8 mil torcedores.

## História
Em 1910 nasceu o Huesca CF, com Santos Solana como presidente. 16 anos depois, dobrou - depois de ter ingressado na Real Federação Espanhola de Futebol em 1922 -, mas em 1929 o CD Huesca, rebatizado Unión Deportiva em 1940, tomou o seu lugar, mas o clube desapareceu novamente em 1956 devido a problemas financeiros. Lorenzo Lera foi o primeiro associado do clube, que estava matriculado na Federação com cores blaugranas, já que seus membros fundadores eram apoiadores do Barcelona.
Um dos primeiros jogos de referência escrita foi um derby local contra o Bosco FC, uma derrota por 3-5. Em meados da década de 1920, o clube tornou-se profissional e, em 1926, um jogo contra o Barcelona foi disputado no Villa Isabel, em um empate 2-2; Em 1951, Huesca chegou pela primeira vez à Segunda División.
Em 29 de março de 1960 nasceu a Sociedad Deportiva Huesca, jogando pela primeira vez na Segunda División B em 1977. Em 2006, o clube terminou em segundo lugar na Copa Federación de España, perdendo para o CD Puertollano; nessa mesma temporada, evitou por pouco o rebaixamento para a Tercera División, depois de um play-off dramático contra o Castillo.
Na campanha de 2006-2007, o clube chegou ao "play-off" para a promoção ao segundo escalão, depois de ter perdido uma final a duas mãos frente ao Córdoba CF. Na temporada seguinte, retornou à categoria de "prata".
A segunda divisão de 2008-2009 foi regular para o Huesca, com o novo estatuto da liga a ser mantido com muitas voltas à esquerda. Rubén Castro, emprestado pelo Deportivo La Coruña, foi um dos jogadores mais importantes durante a campanha, marcando 14 vezes, o nono melhor do campeonato.
O rebaixamento seguiu-se ao final da temporada 2012-2013, mas o clube retornou à Segunda División em 2015, depois de terminar em primeiro lugar e, por fim, uma vitória por duas rodadas frente ao Huracán Valencia.
Depois da temporada 2016-17, Huesca garantiu o primeiro lugar no play-off da La Liga pela primeira vez, mas foi eliminado nas semifinais pelo Getafe.
Na temporada 2017-18, o clube alcança o maior feito de toda a sua centenária história e consegue a promoção para a La Liga e vai disputá-la pela primeira vez em sua história na temporada 2018-19.

## Títulos
- Campeonato Espanhol - 3ª Divisão: 2014/15
- Campeonato Espanhol - Laliga Hypermotion: 2019/20

## Elenco
- Atualizado em 7 de dezembro de 2024.[1]

Legenda
- : Capitão